# Borgou (département)
Pour les articles homonymes, voir Borgou.
Le Borgou est l'un des 12 départements du Bénin. Il a pour préfecture la ville de Parakou.

## Géographie
Le département est situé à l'est du Bénin, est limitriophe de quatre départements béninois d'Alibori, Atacora, Collines et Donga, il est frontalier de deux États du Nigeria à l'est.
| Atacora | Alibori  | Niger ( Nigeria) |
| Donga   | Borgou   | Kwara ( Nigeria) |
|         | Collines |                  |

## Communes

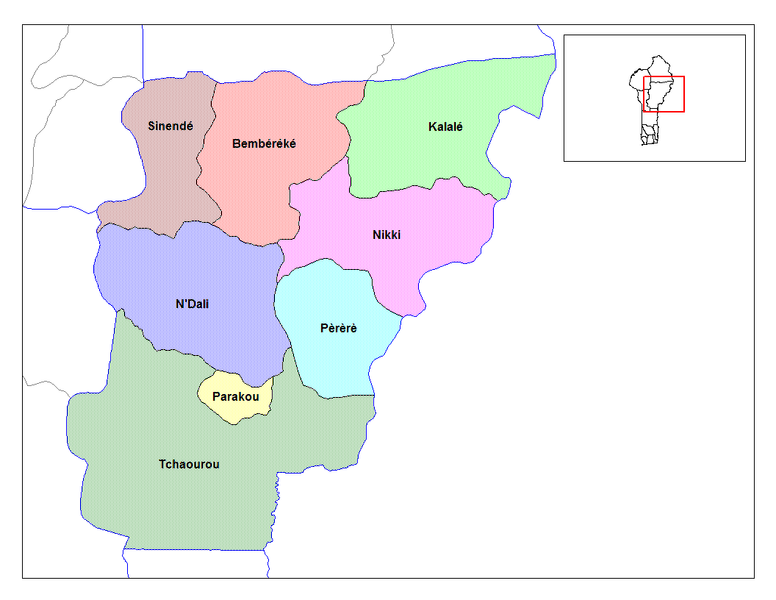
Communes du département de Borgou

Le Borgou compte huit communes :
- Bembéréké
- Kalalé
- N'Dali
- Nikki
- Parakou (chef-lieu)
- Pèrèrè
- Sinendé
- Tchaourou.

## Population
Le Borgou est peuplé en majorité de Bariba, Peul, Dendi et Yoruba.

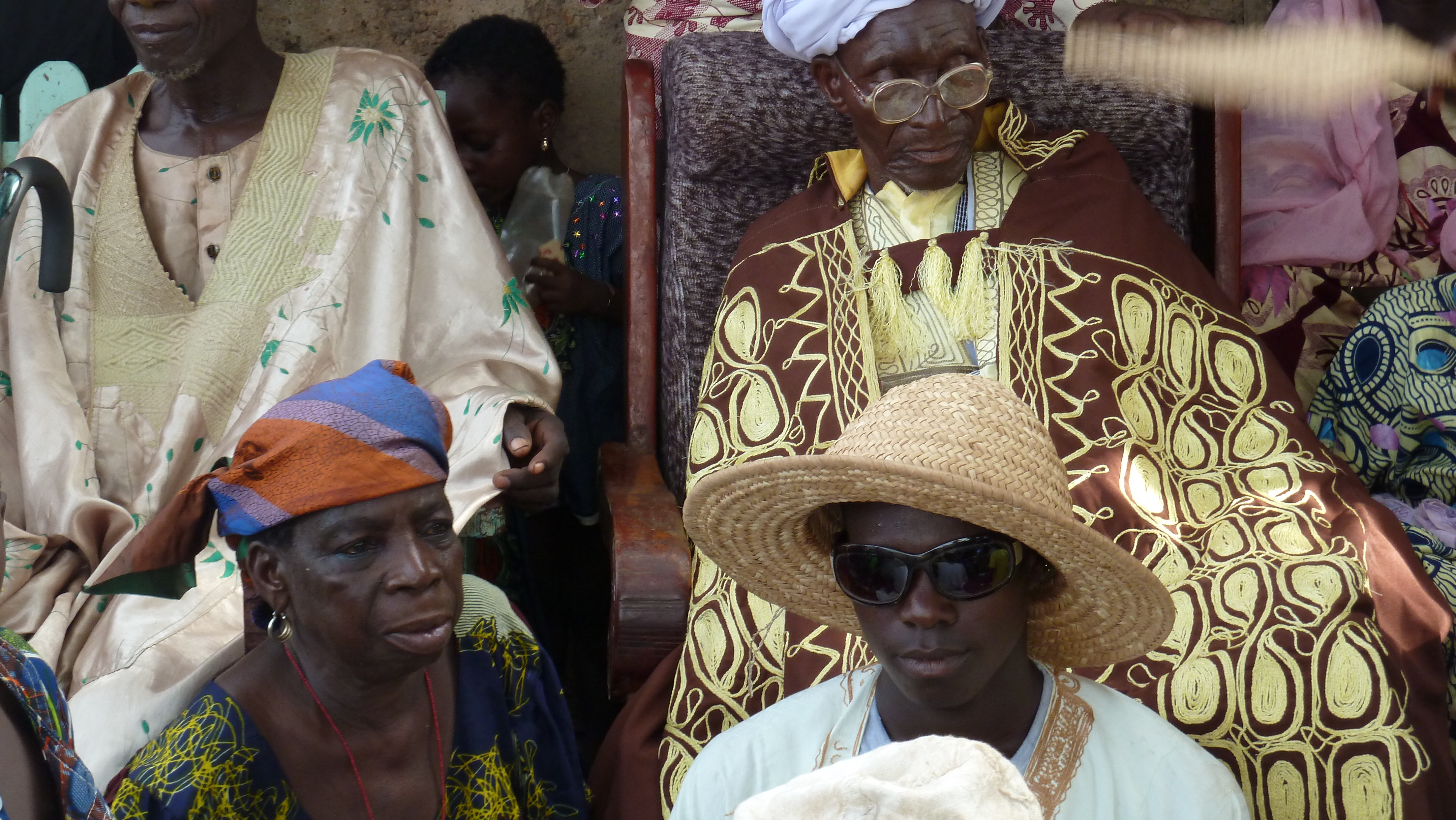
Roi du village de Komigué

## Tourisme

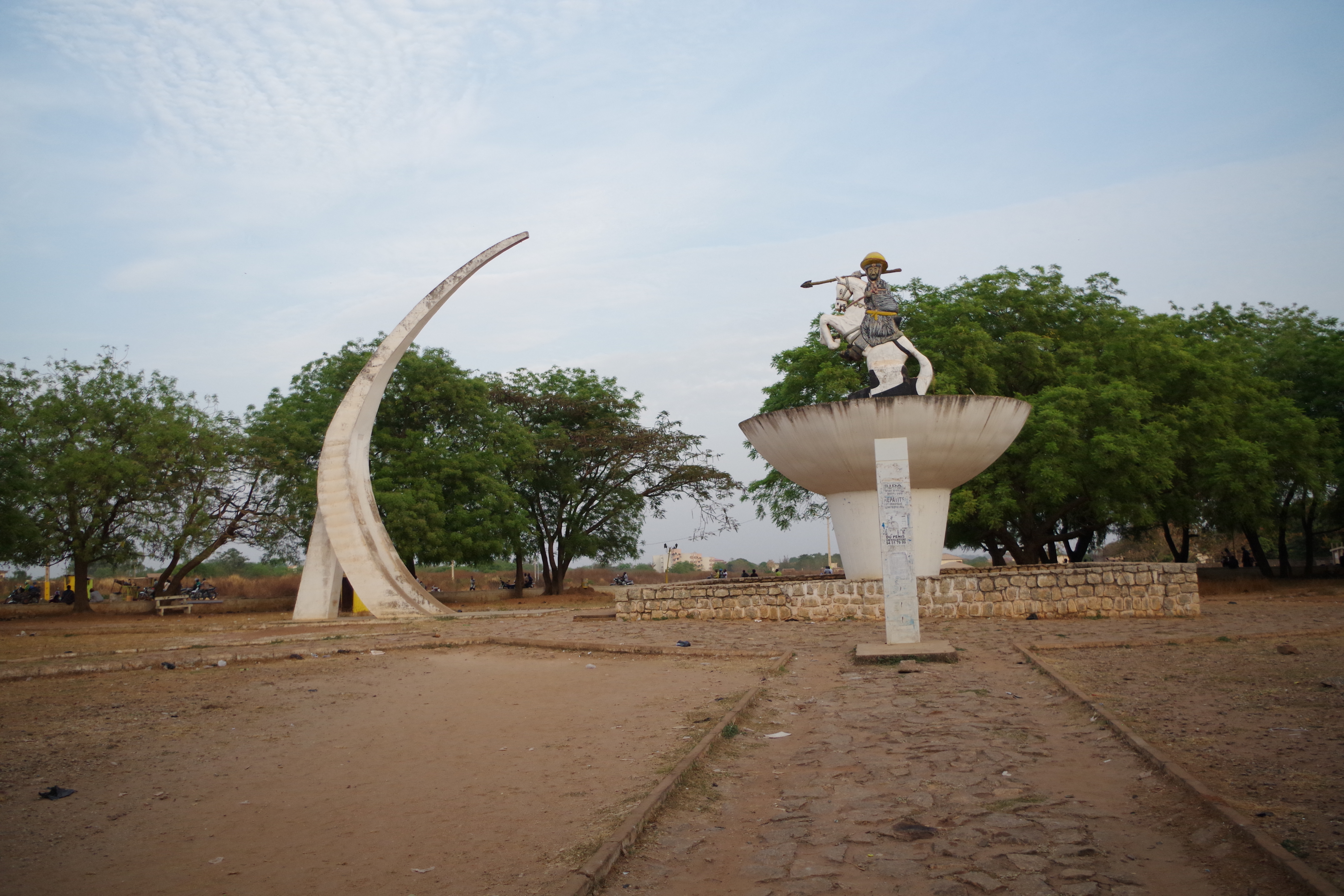
Place Bio Guéra à Parakou.
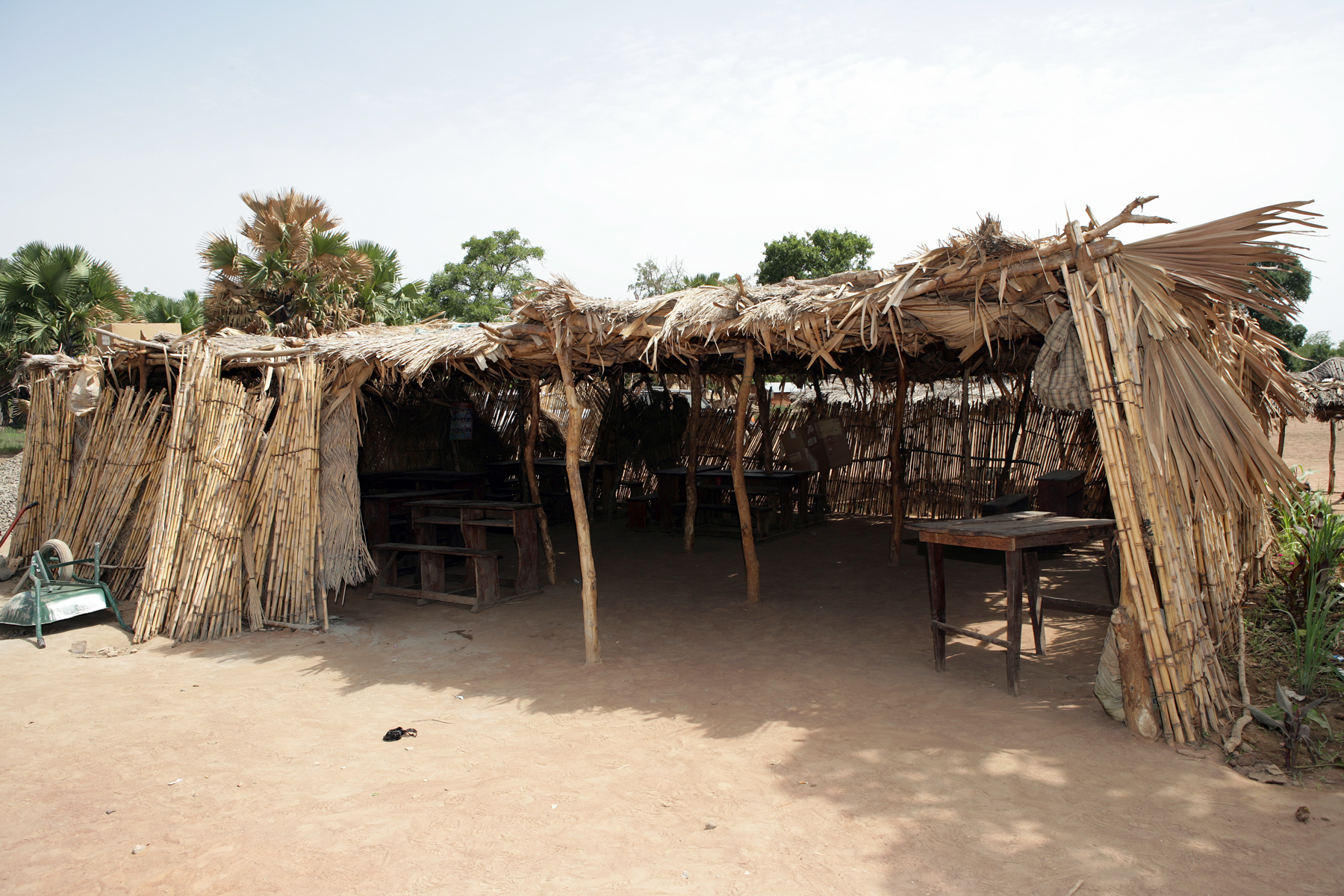
Ancienne école de Konarou, près de Bembéréké.
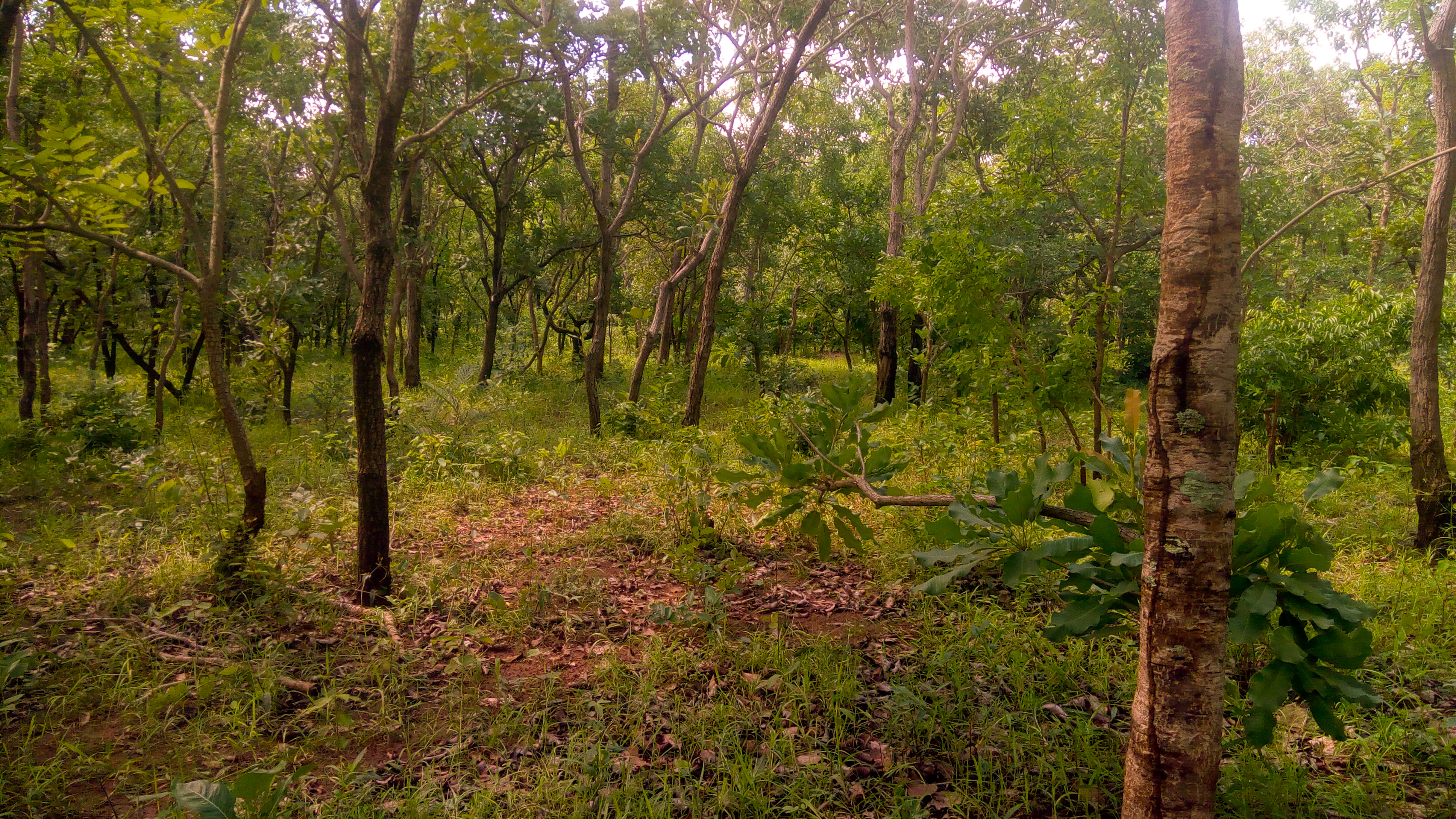
Forêt classée de l'Ouémé Supérieur près de Tchaourou.
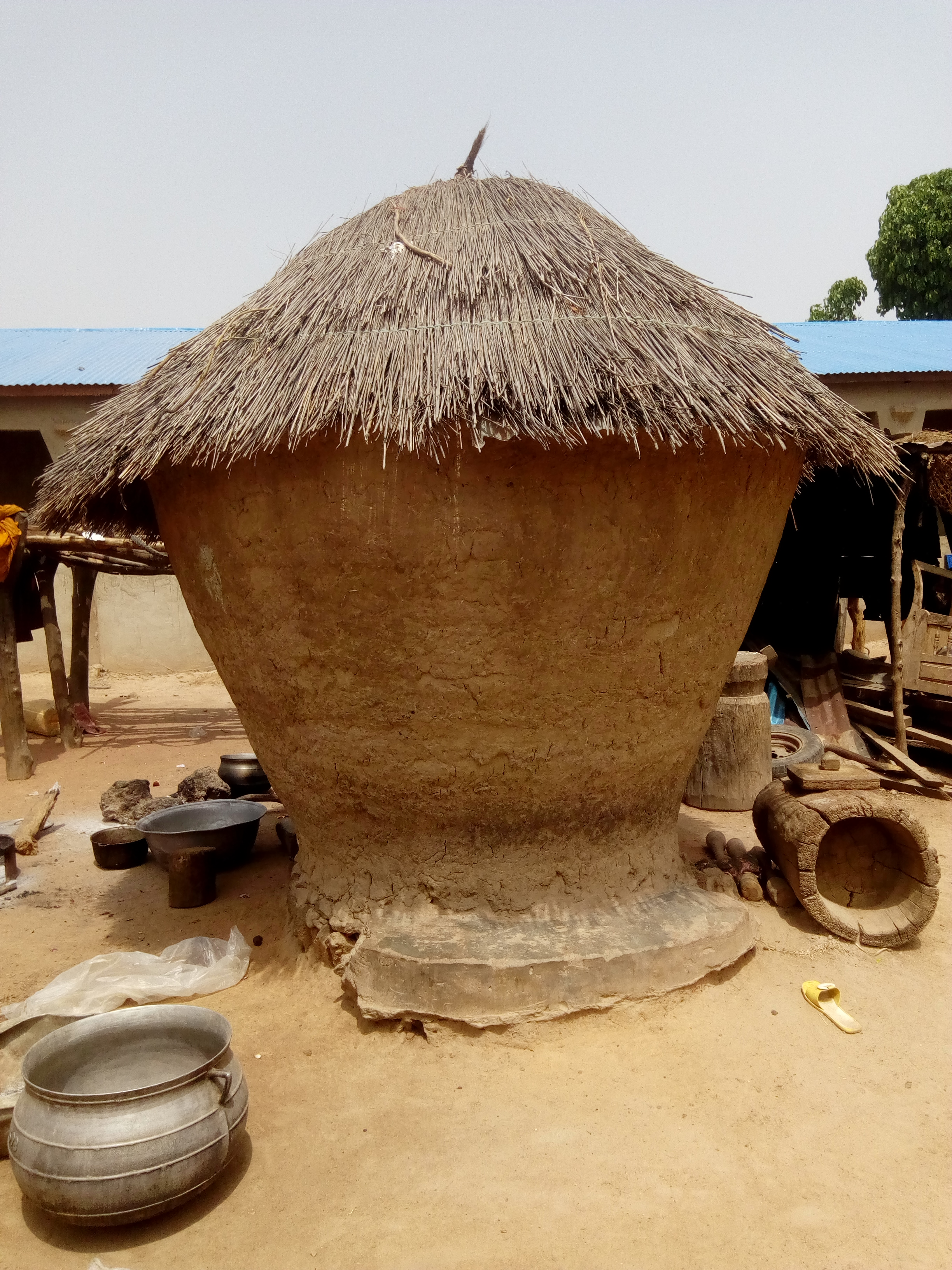
Grenier près de la RN 16.